# کالانا (شهرستان هیو)
کالانا (به لاتین: Kalana) یک منطقهٔ مسکونی در استونی است که در شهرستان هیو واقع شده‌است. کالانا ۲۹ نفر جمعیت دارد.